# Гётеплац (станция метро)
«Гётеплац» (нем. Goetheplatz) — станция Мюнхенского метрополитена, она расположена на двух линиях U3 и U6 (У3 и У6).
Она была построена и открыта 19 октября 1971 года. Эта станция является одной из первых в мюнхенском метро. Она находится между станциями «Поччиштрассе» и «Зендлингер Тор».

## Название
Станция названа в честь немецкого писателя Вольфганга Гёте.

## Тип станции
Станция является колонной двухпролётной мелкого заложения.

## Архитектура и оформление
Пол на станции состоит из чёрной плитки, а стены из бетона (хотя раньше она состояла из чего-то другого).

## Выходы
Станция имеет выходы на Моцартштрассе, Линдвурмштрассе, и Герцог-Хайнрих-Штрассе